# Ejpovice
Ejpovice là một làng thuộc huyện Rokycany, vùng Plzeňský, Cộng hòa Séc. Diện tích làng khoảng 7.69 km², dân số khoảng 660 người (ước tính năm 2015).